# Ruchè di Castagnole Monferrato

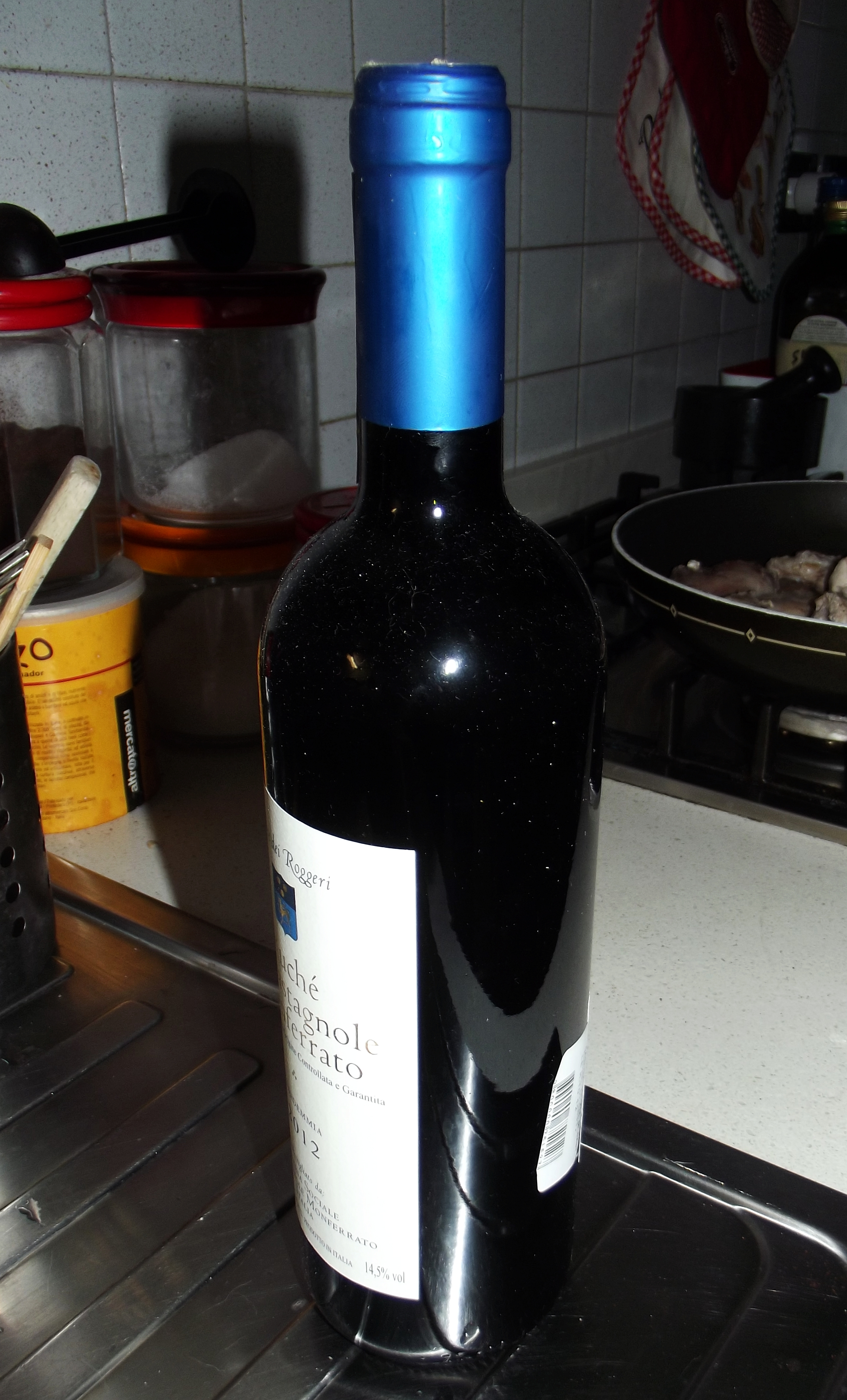
Ruché 2012

Ruchè di Castagnole Monferrato ist ein italienischer Rotwein aus dem Monferrato, Italien. Seit 1987 hatte er den Status einer DOC, der 2010 zu einer DOCG (kontrollierter und garantierter Ursprung) aufgewertet wurde. Die jüngste Aktualisierung der Denomination stammt vom 7. März 2014.

## Erzeugung
Der „Ruchè di Castagnole Monferrato“ wurde im Wesentlichen zum Erhalt der seltenen Rebsorte Ruchè geschaffen. Meist wird ein frischer, jugendlicher Stil angestrebt. Die Weine werden in den Geschmacksrichtungen „secco“ (trocken) und „amabile“ (lieblich) angeboten. Der Wein muss zu 90…100 % aus der Rebsorte Ruché bestehen. Zu 0…10 % dürfen die Rebsorten Barbera und/oder Brachetto zugesetzt werden.

## Anbaugebiet
Der Anbau und die Erzeugung dieses Weins ist auf die Gemeinden Castagnole Monferrato, Grana, Montemagno, Portacomaro, Refrancore, Scurzolengo und Viarigi in der Provinz Asti, Piemont beschränkt.

## Beschreibung
Laut Denomination (Auszug):
- Farbe: rubinrot mit leichten violetten Reflexen, manchmal tendiert sie zu orangefarben
- Geruch: intensiv, anhaltend, leicht aromatisch, fruchtig, bei adäquater Alterung würzig
- Geschmack: trocken, rund, harmonisch, manchmal leicht tanninhaltig, mittlerer Körper, mit leicht bitterem Nachgeschmack, manchmal mit einem Hauch von Holz
- Alkoholgehalt: mindestens 12,5 Vol.-%
- Säuregehalt: mind. 4,0 g/l
- Trockenextrakt: mind. 21,0 g/l[1]